# Hwasong-17
Hwasong-17 (nazywany też Hwasongpho-17; kor. 화성포-17) – północnokoreański międzykontynentalny pocisk balistyczny. Został zaprezentowany po raz pierwszy 10 października 2020 roku podczas parady wojskowej z okazji siedemdziesięciopięciolecia założenia Partii Pracy Korei. W dniu pierwszego wystrzelenia był to największy na świecie pocisk balistyczny uruchamiany z wyrzutni mobilnej.
Zdaniem redakcji czasopisma „Popular Mechanics” poprzedni pocisk Hwasong-15 był już w stanie uderzyć w większość kontynentalnej części Stanów Zjednoczonych. Opracowanie jeszcze większego pocisku sugeruje, że Korea Północna może pracować nad głowicami MRV albo MIRV. Według oceny Modern War Institute, naziemny system obrony USA Ground-Based Midcourse Defense ma 44 pociski przechwytujące (według danych na 2020 rok), co wymaga wystrzelenia co najmniej czterech, aby zagwarantować trafienie, umożliwiając ochronę przed maksymalnie 11 głowicami. Hwasong-17 może zawierać trzy lub cztery głowice bojowe lub potencjalnie mieszankę pustych i prawdziwych głowic, więc wystrzelenie zaledwie kilku pocisków wystarczyłoby do zniszczenia amerykańskiej obrony.

## Testy

### Pierwszy test

Porównanie trajektorii z testów pocisków Hwasong-14, Hwasong-15 i Hwasong-17

Pierwszy test pocisku Hwasong-17 odbył się 24 marca 2022 na międzynarodowym lotnisku w Pjongjangu. Pocisk znajdował się w powietrzu przez 4052 s (67,53 min) (1 godzinę, 7 minut i 32 sekundy), osiągnął pułap 6248,5 km i przeleciał dystans 1090 km. Rakieta po teście wylądowała w japońskiej wyłącznej strefie ekonomicznej, 150 kilometrów na zachód od Hokkaido. Test został potępiony przez rządy Japonii, Stanów Zjednoczonych i Korei Południowej. Południowokoreański wywiad donosił że test z 24 marca mógł być testem zmodyfikowanej wersji Hwasong-15, a nie Hwasong-17, jednak analitycy wskazują że wyniki jakie osiągną pocisk są znacznie wyższe niż Hwasong-15 i są zbliżone do późniejszych testów Hwasong-17.

### Drugi test
Kolejny test miał miejsce 18 listopada 2022. Wystrzelony pocisk miał szereg modyfikacji między innymi krótszy pierwszy stopień i wydłużony łącznik między stopniami. Pocisk wzbił się na pułap 6040,9 km, przeleciał 999,2 km i osiągnął prędkość maksymalną dwadzieścia dwa razy większą niż prędkość dźwięku w powietrzu. Lot pocisku trwał 4135 sekund (godzinę, 8 minut, 55 sekund). Próbę obserwował Kim Dzong Un wraz z córką Kim Dzu Ae. Zdjęcia z testu są jej pierwszym wystąpieniem w mediach.

### Trzeci test
Trzeci test pocisku Hwasong-17 odbył się 15 marca 2023 na kilka godzin przed spotkaniem prezydenta Korei Południowej Yoon Suk-yeola oraz premiera Japonii Fumio Kishida. Pocisk znajdował się w powietrzu 4 151 sekund (godzinę, 9 minut 11 sekund), osiągnął wysokość maksymalną 6045 km i przeleciał odległość 1000,2 km. Ministrowie spraw zagranicznych państw grupy G7 oraz wysoki przedstawiciel Unii do spraw zagranicznych i polityki bezpieczeństwa wydali wspólne oświadczenie w którym potępiły test.